# The Fletcher Memorial Home
„The Fletcher Memorial Home“ je skladba z alba The Final Cut z roku 1983 od anglické progresivně rockové skupiny Pink Floyd. Skladbu napsal baskytarista skupiny Roger Waters. Píseň později vyšla na několika kompilačních albech, konkrétně Echoes: The Best of Pink Floyd (2001) a A Foot in the Door: The Best of Pink Floyd (2011).